# Chirostylus
Chirostylus is een geslacht van kreeftachtigen uit de klasse van de Malacostraca (hogere kreeftachtigen).

## Soorten
- Chirostylus dolichopus Ortmann, 1892
- Chirostylus micheleae Tirmizi & Khan, 1979
- Chirostylus novaecaledoniae Baba, 1991
- Chirostylus ortmanni Miyake & Baba, 1968
- Chirostylus rostratus Osawa & Nishikiori, 1998
- Chirostylus sandyi Baba, 2009
- Chirostylus stellaris Osawa, 2007